# 武埴安彦命
武埴安彦命是古代日本的皇族，第八代天皇孝元天皇之子。在《日本書紀》中被称为“武埴安彦命”，在《古事記》中被称为建波邇夜須毘古命、建波邇安王。

## 经历

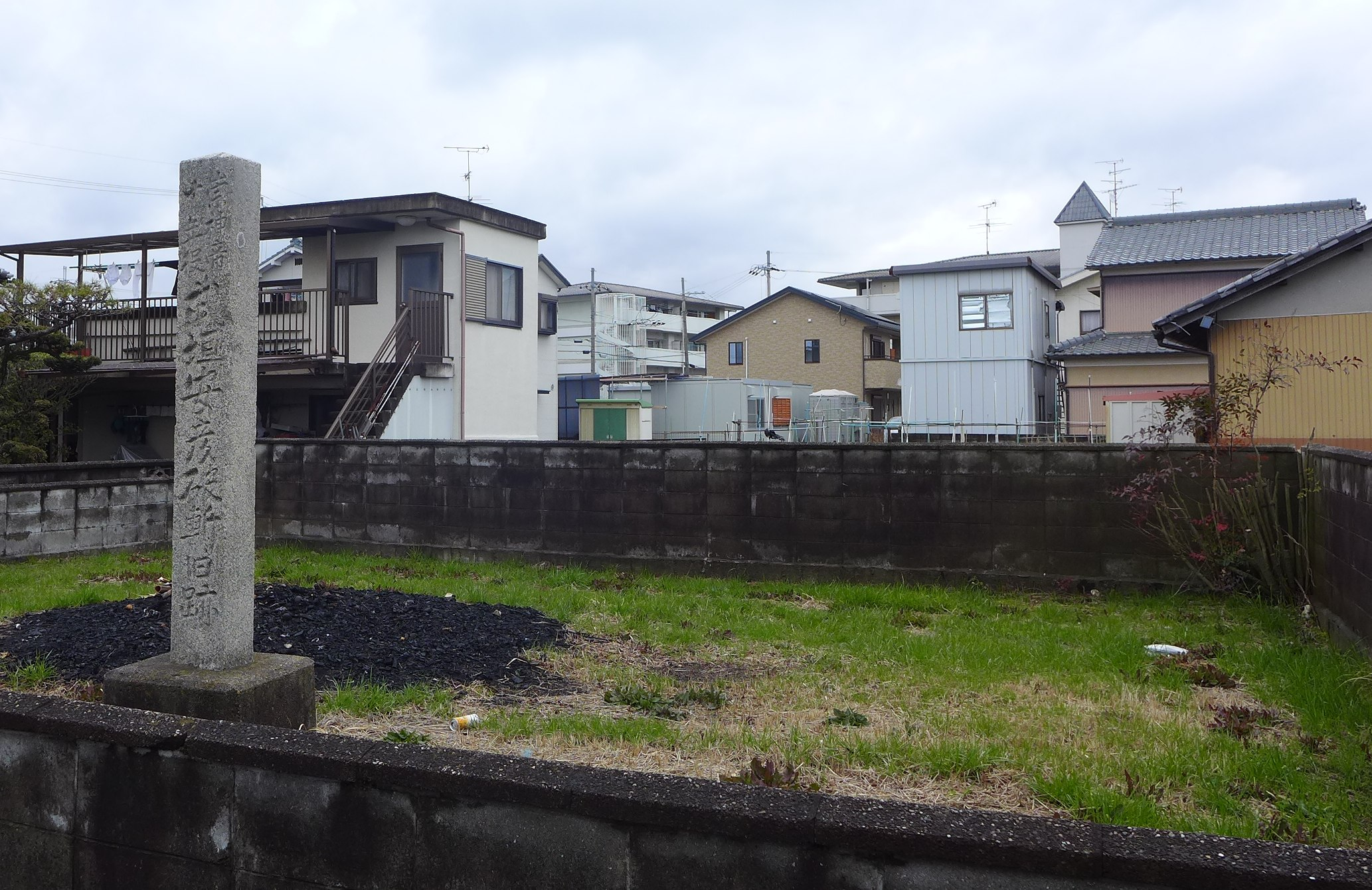
武埴安彦破斬旧跡之碑

据《日本書紀》记载，武埴安彦命是孝元天皇与河内国青玉繋的女儿埴安媛（はにやすひめ）的儿子，妻子是吾田媛（あがたひめ）。
崇神天皇十年九月二十七日，四道将军之一的大彦命（武埴安彦命的异母兄弟）在赴任途中，遇到了唱着不吉歌谣的少女，返回向天皇报告。据传根据倭迹迹日百袭媛命的占卜，武埴安彦命和妻子吾田媛的谋反被发觉：武埴安彦命从山背，吾田媛从大阪（现在的奈良县香芝市逢坂附近）攻入大和國。
吾田媛被吉備津彦命、武埴安彦命被大彦命和彥國葺命迎击。迎战时，武埴安彦命和彥國葺命用弓箭对射，先射箭的武埴安彦命没有射中，而后射箭的彥國葺命正中武埴安彦命的胸中，因此军队溃退，叛乱被镇压。

## 传承

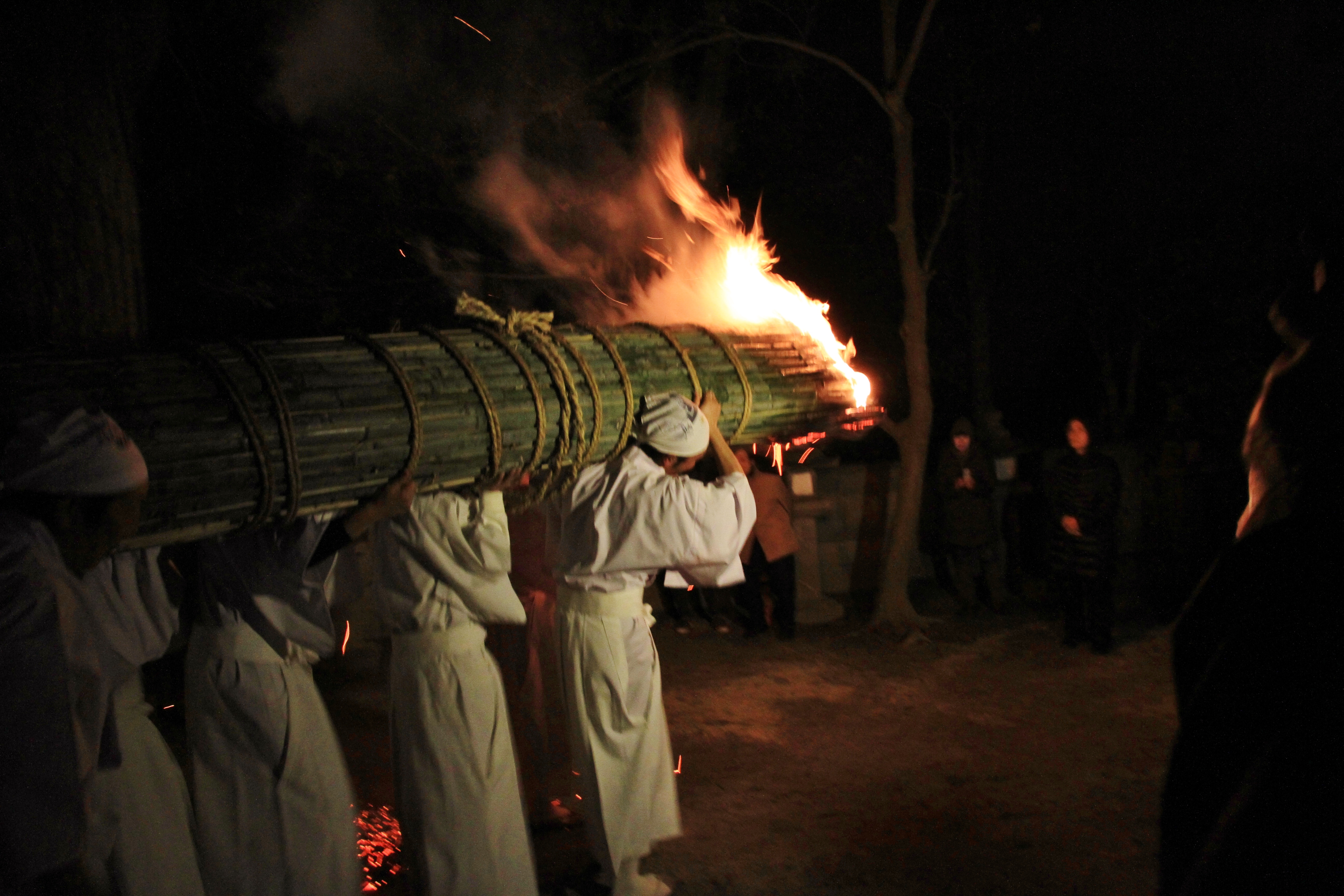
居籠祭，火炬游行

京都府精華町有被称为出森（いずもり）的地方，据传是武埴安彦被斩首之地，当地建立了纪念此事的石碑。每年正月甲申之日开始的三天内，以祝園神社为中心，还会举行名为居籠祭（日语：いごもり祭）的祭典，传为镇守武埴安彦命之灵。旧时在祭典期间，牛马等牲畜预先运往邻近的其他村庄，禁止音乐，进行斋戒。第一日由神官在黑暗中进行“風呂井之仪式”；第二天进行点燃火炬的“御田之仪式”；第三天进行“纲引之仪式”，即一种拔河神事，结束后在出森将竹制的拔河用具点燃烧尽。